# Clément Ader

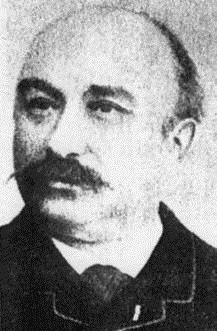
Clément Ader in 1891

Clément Ader (Muret, 2 april 1841 – Toulouse, 3 mei 1925) was een Frans vliegtuigbouwer. Hij is vooral bekend door zijn pionierswerk in de luchtvaarttechniek, maar was ook een pionier op het gebied van de telefonie. Daarnaast richtte hij het bedrijf Ader op, dat auto's en motoren bouwde.
Ader ontwierp in 1878 een microfoon die gebruikt werd in de telefonie. In 1880 was hij betrokken bij de installatie van het eerste telefoonnetwerk in Parijs. In 1881 vond hij de theatrofoon uit.
Ader bestudeerde nauwgezet de lichaamsbouw van de vliegende vos, een grote vleermuis uit India. Hij bouwde een mechanische reuzenvleermuis, aangedreven door een stoommachine: de Éole. De vleugels bestonden uit een elastisch zeil dat tussen houten stokken gespannen was, en konden worden opgevouwen. Op 9 oktober 1890 legde hij een afstand van 50 m af en vloog op enkele centimeters van de grond. Daarna crashte het vliegtuig, waardoor hij niet bekend is geworden als eerste vliegenier.
Het derde vliegtuigmodel van Clément Ader heette Avion, en dat werd in het Frans (en als avión in het Spaans) het woord voor vliegtuig. Een verouderd woord is  aéroplane.

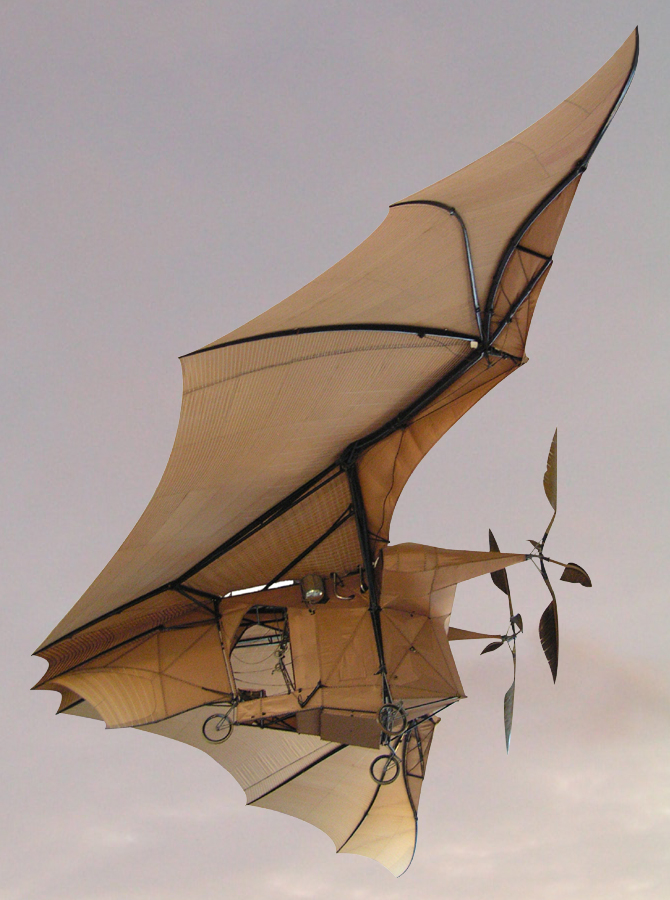
Avion III (1897)

- Bibliothèque nationale de France: cb121004310 (data)
- Catàleg d'autoritats de noms i títols de Catalunya: 981058519387206706
- Gemeinsame Normdatei: 119011689
- International Standard Name Identifier: 0000 0000 3405 1544
- Library of Congress Control Number: n91009761
- Nationale Bibliotheek van Letland: 000116214
- Base Léonore: LH//8/14
- Nationale Bibliotheek van Tsjechië: xx0203254
- Nationale Bibliotheek van Israël: 987007430285205171
- Nationale Bibliotheek van Polen: a0000002214092
- Nederlandse Thesaurus van Auteursnamen: 181777835
- Istituto Centrale per il Catalogo Unico: IEIV052947
- SNAC: w62v54q1
- Système universitaire de documentation: 029361443
- Virtual International Authority File: 61575214
- WorldCat: E39PBJgmThMpF9kCw4kDqGPPcP